# Kirby Morrow
Kirby Robert Morrow (* 28. August 1973 in Jasper, Alberta; † 18. November 2020 in Vancouver) war ein kanadischer Schauspieler und Synchronsprecher, der im deutschsprachigen Raum für seine Auftritte in Stargate Atlantis bekannt war.

## Leben und Wirken
Morrow studierte an der Theaterschule der Mount Royal University in Calgary. Nach Mitwirkung am Theaterfestival Shakespeare In The Park zog er nach Vancouver und feierte dort 1996 sein Fernsehdebüt an der Seite von Sarah Chalke und Lochlyn Munro im Fernsehfilm Terror an der Schule. Von 1997 bis 1998 war er in der Fernsehserie Outer Limits – Die unbekannte Dimension in einer Nebenrolle zu sehen. Im selben Zeitraum feierte er sein Synchrondebüt in der kurzlebigen Serie Die Ninja-Turtles, in der er im englischen Original die Stimme des Michelangelo einsprach. 1998 war er in Stargate – Kommando SG-1 in einer Folge zu sehen. 2002 spielte er erneut eine Episodenrolle in Kommando SG-1; in dessen Spinoff Stargate Atlantis trat er in acht Folgen in der wiederkehrenden Rolle des Captain Dave Kleinman auf und in derselben Rolle war er auch 2010 in Stargate Universe zu sehen. Damit war er einer von 24 Schauspielern, die in allen drei Stargate-Fernsehserien zu sehen waren. Neben Rollen in einigen Fernsehfilmen war er in Episodenrollen in mehreren Fernsehserien zu sehen. Beispielsweise spielte er 1997 für eine Folge in der Fernsehserie Viper, 2001 war er in Seven Days – Das Tor zur Zeit zu sehen und 2015 in Olympus.
Im englischsprachigen Ausland war Morrows für seine Synchronisation von Son Goku in Dragon Ball Z bekannt; außerdem sprach er die englische Synchronstimme für diverse Rollen in der Transformers-Reihe und war von 2011 bis zu seinem Tod als Cole in Ninjago zu hören. Für die Synchronisation von Inu Yasha, in der Morrow der Figur Miroku seine Stimme lieh, wurde das Ensemble bei den ersten Verleihungen der Behind the Voice Actors Awards in der Kategorie Bestes Synchronensemble in einer Animeserie (Best Vocal Ensemble in an Anime Television Series) nominiert.
Morrow starb im November 2020 im Alter von 47 Jahren.

## Filmografie (Auswahl)

### Als Schauspieler
- 1996: Terror an der Schule (Stand Against Fear)
- 1997: Mutti, hol’ mich aus dem Bordell (Moment of Truth: Into the Arms of Danger)
- 1997: Viper (Fernsehserie, Folge 3.03)
- 1997–1998: Outer Limits – Die unbekannte Dimension (The Outer Limits, Fernsehserie, zwei Folgen)
- 1998: Storm Chasers – Im Auge des Sturms (Storm Chasers: Revenge of the Twister)
- 1998: Raven – Die Unsterbliche (Highlander – The Raven, Fernsehserie, Folge 1.10)
- 1998 & 2002: Stargate – Kommando SG-1 (Stargate SG-1, Fernsehserie, Folgen 1.15 und 5.18)
- 1999: Total Recall 2070 (Fernsehserie, Folge 1.09)
- 1999: First Wave – Die Prophezeiung (First Wave, Fernsehserie, Folge 2.11)
- 2000: Jack – Der beste Affe auf dem Eis (MVP: Most Valuable Primate)
- 2001: Seven Days – Das Tor zur Zeit (Seven Days, Fernsehserie, Folge 3.13)
- 2001: Bones – Der Tod ist erst der Anfang (Bones)
- 2001: Special Unit 2 – Die Monsterjäger (Special Unit 2, Fernsehserie, Folge 2.09)
- 2002: L.A. Law – Der Film (L.A. Law – The Movie)
- 2002: Jeremiah – Krieger des Donners (Jeremiah, Fernsehserie, Folge 1.12)
- 2005–2006: Stargate Atlantis (Fernsehserie, acht Folgen)
- 2006: Force of Impact – Tödlicher Asteroid (Deadly Skies)
- 2007: Blood Ties – Biss aufs Blut (Blood Ties, Fernsehserie, Folge 1.05)
- 2009: The L Word – Wenn Frauen Frauen lieben (The L Word, Fernsehserie, Folge 6.02)
- 2010: The Bridge (Fernsehserie, Folge 1.10)
- 2010: Stargate Universe (Fernsehserie, Folge 1.19)
- 2010: Supernatural (Fernsehserie, Folge 6.02)
- 2010: Life Unexpected – Plötzlich Familie (Life Unexpected, Fernsehserie, Folge 2.11)
- 2012: Fringe – Grenzfälle des FBI (Fringe, Fernsehserie, Folge 4.17)
- 2012: Arrow (Fernsehserie, Folge 1.04)
- 2012: Maximum Conviction
- 2014: Parked (Webserie, 13 Folgen)
- 2015: Olympus (Fernsehserie, Folge 1.01)
- 2015: Cedar Cove – Das Gesetz des Herzens (Cedar Cove, Fernsehserie, Folge 3.03)
- 2015: The Flash (Fernsehserie, Folge 2.04)
- 2016: Van Helsing (Fernsehserie, Folge 1.02)
- 2016: Travelers – Die Reisenden (Travelers, Fernsehserie, Folge 1.08)
- 2017: The Good Doctor (Fernsehserie, zwei Folgen)
- 2017: Drone – Tödliche Mission (Drone)
- 2017–2018: Legion (Fernsehserie, vier Folgen)
- 2018: The Man in the High Castle (Fernsehserie, Folge 3.08)
- 2018: Girlfriends’ Guide to Divorce (Fernsehserie, Folge 5.03)
- 2018: Supergirl (Fernsehserie, drei Folgen)
- 2019: Phil
- 2020: Mystery 101 (Fernsehserie, Folge 1.05)

### Als Synchronsprecher
- 1997–1998: Die Ninja-Turtles (Ninja Turtles: The Next Mutation, Fernsehserie, 26 Folgen)
- 1999: Brain Powerd (Fernsehserie)
- 2000: Gundam Wing (Fernsehserie)
- 2000: Kessen (Videospiel)
- 2000–2001: The Vision of Escaflowne (Fernsehserie)
- 2000–2002: Yvon vom Yukon (Fernsehserie)
- 2000–2002: Mimis Plan (What about Mimi? Fernsehserie)
- 2000–2003: Dragon Ball Z (Fernsehserie)
- 2000–2003: X-Men: Es geht weiter (X-Men: Evolution, Fernsehserie)
- 2001: Barbie in: Der Nussknacker (Barbie in the Nutcracker)
- 2001–2002: U.B.O.S. – Das unermessliche Buch der Orakel und Sprüche (Ultimate Book of Spells, Fernsehserie)
- 2001–2003: Broken Saints (Fernsehserie)
- 2002–2006: Inu Yasha (Fernsehserie)
- 2002: Hamtaro (Fernsehserie)
- 2002: Escaflowne – The Movie
- 2002–2003: Transformers: Armada (Fernsehserie)
- 2003–2004: MegaMan NT Warrior (Fernsehserie)
- 2003: Mugen no Ryvius (Fernsehserie)
- 2004: Transformer: Superlink (Fernsehserie)
- 2004: InuYasha – The Castle Beyond the Looking Glass
- 2004: InuYasha – Affections Touching Across Time
- 2004–2005: Mobile Suit Gundam Seed Destiny (Fernsehserie)
- 2005: Transformers: Cybertron (Fernsehserie)
- 2005: InuYasha – Swords of an Honorable Ruler
- 2005: AcceleRacers (Fernsehserie)
- 2005: Hikaru no Go (Fernsehserie)
- 2006: Ōban Star-Racers (Fernsehserie)
- 2006: InuYasha – Fire on the Mystic Island
- 2006: .hack//Roots (Fernsehserie)
- 2008: Abenteuer in Jerusalem – Jesus und die Tiere (At Jesus Side)
- 2007–2008: Glücksbärchis (Care Bears: Adventures in Care-a-lot, Fernsehserie)
- 2007–2009: Mobile Suit Gundam 00 (Fernsehserie)
- 2008: Death Note (Fernsehserie)
- 2011: Dynasty Warriors: Gundam 3 (Videospiel)
- 2011: Trinity: Souls of Zill O’ll (Videospiel)
- 2011–2021: Ninjago (Fernsehserie)
- 2013: Nix wie weg – vom Planeten Erde (Escape from Planet Earth)
- 2013–2014: Lego Star Wars: Die Yoda Chroniken (Lego Star Wars: The Yoda Chronicles, Fernsehserie)
- 2012–2016: Slugterra (Fernsehserie)
- 2017: Gin Tama (Fernsehserie)
- 2019–2020: Lego Jurassic World: Legend of Isla Nublar (Fernsehserie)
- 2020: Yashahime: Princess Half-Demon (Fernsehserie)

## Auszeichnungen
Behind The Voice Actors Award 2012
- Nominierung mit dem Synchronensemble in der Kategorie Bestes Synchronensemble in einer Animeserie für Inu Yasha

Leo Award 2015
- Nominierung in der Kategorie Bester männlicher Darsteller in einer Webserie für Parked[7]